# Hecatostemon
Hecatostemon es un género con cuatro especies de plantas de flores perteneciente a la familia Salicaceae. 

## Especies seleccionadas
- Hecatostemon completus (Jacq.) Sleumer - guacimo, trompillo.[1]
- Hecatostemon dasygynus
- Hecatostemon guazumaefolius
- Hecatostemon guazumifolius